# Тропічні хвилі
Тропічні хвилі — періодична структура зон відносно низького тиску, витягнутих з півночі на південь, що рухаються зі сходу на захід уздовж зони пасатів, утворюючи районі хмарності та гріз. Ці хвилі найчіткіше проявляються в Атлантичному океані, починаючись на захід від Африки і на південь від Азорського антициклону, та згасаючи в центральних районах Тихого океану. Тропічні хвилі часто створюють нестабільність атмосфери, необхідну для формування тропічних циклонів.
| Погода | Це незавершена стаття з метеорології. Ви можете допомогти проєкту, виправивши або дописавши її. |